# Esther Verhoef
Esther Verhoef, née le 27 septembre 1968 à Bois-le-Duc, est une écrivaine et femme de lettres néerlandaise.

## Éléments biographiques
Née en 1968, elle grandit à Bois-le-Duc et dans la ville voisine de Rosmalen. 
De 1995 à 2005, elle publie une cinquantaine de livres spécialisés sur les animaux, illustrés pour la plupart  par des photographies qu'elle réalise elle-même. Plusieurs de ces livres ont également été traduits en allemand. Elle publie également des romans érotiques sous le pseudonyme de Marique Maas. Depuis 2003, elle écrit des thrillers, dont certains en collaboration avec son mari Berry Verhoef sous le pseudonyme de Escober.
Ses ouvrages, notamment ses thrillers, ont rencontrés leur public et ont été plusieurs fois nommés et primés,,,,.

## Œuvres
- 1995 : De Engelse en Franse bulldog
- 1996 : Een pup in huis: gids in kleur over geschiedenis, aanschaf opvoeding, training en verzorging van de pup
- 1997 : Tropische siervissen
- 1997 : Tropische aquariumvissen encyclopedie
- 1999 : Golden Retriever
- 1999 : Kooi- en volièrevogels encyclopedie
- 2001 : Berner Sennenhond
- 2002 : Agaporniden
- 2003 : Rastlos: Kriminalroman[6]
- 2004 : Honden fokken
- 2004 : Duitse dog
- 2006 : Norwegian Forestcat[7]
- 2007 : Handboek katten fokken
- 2007 : Wonen op vakantie
- 2007 : Close-Up (2011 : Plan serré, trad. Anita Concas, éd. Presses de la Cité)
- 2008 : Ongenade
- 2008 : Abscheu: Thriller
- 2009 : Erken mij
- 2009 : Chaos
- 2010 : Is uw man al af?
- 2011 : Nouveau riche & andere spannende verhalen
- 2011 : Worst case scenario
- 2012 : Tegenlicht
- 2014 : Stil in mij: overleven bij de nonnen
- 2014 : De kraamhulp
- 2015 : Lieve mama
- 2016 : Na sluitingstijd
- 2016 : De stagiaire
- 2016 : Erken mij & andere wraakverhalen
- 2016 : Offline
- 2017 : Nazomer

## Prix et récompenses
- 2005 -  Diamanten Kogel pour Onder druk[4]
- 2007 -  Zilveren Vingerafdruk pour Rendez-vous
- 2008 -  Zilveren Vingerafdruk pour Close-up[1]
- 2011 -  NS Publieksprijs pour Déjà vu
- 2014 -  Hebban Crimezone Award 2014 pour De Kraamhulp[3]
- 2016 - Gouden Strop 2016 pour Lieve mama
- 2019 - MAX Gouden Vleermuis (prix d'ensemble) pour ses thrillers[2]